# Luxemburg hadereje
Luxemburg hadereje, hivatalos nevén Luxemburgi Hadsereg Luxemburg fegyveres ereje, amely kizárólag szárazföldi erőkből áll, s 1967 óta önkéntes alapon szerveződik. A Luxemburgi Hadsereg kötelékében jelenleg 890 fő teljesít szolgálatot, ebből 450 fő hivatásos, 340 fő szerződéses, 100 fő pedig civil.
Luxemburg (amely 1949-ben alapító tagja volt a NATO-nak) 2009-ben 249 millió dollár volt a költségvetése, amely a GDP 0,5%-át tette ki.
Központja, s egyben egyetlen laktanyája az ország középső részén elhelyezkedő Diekirch településen található.

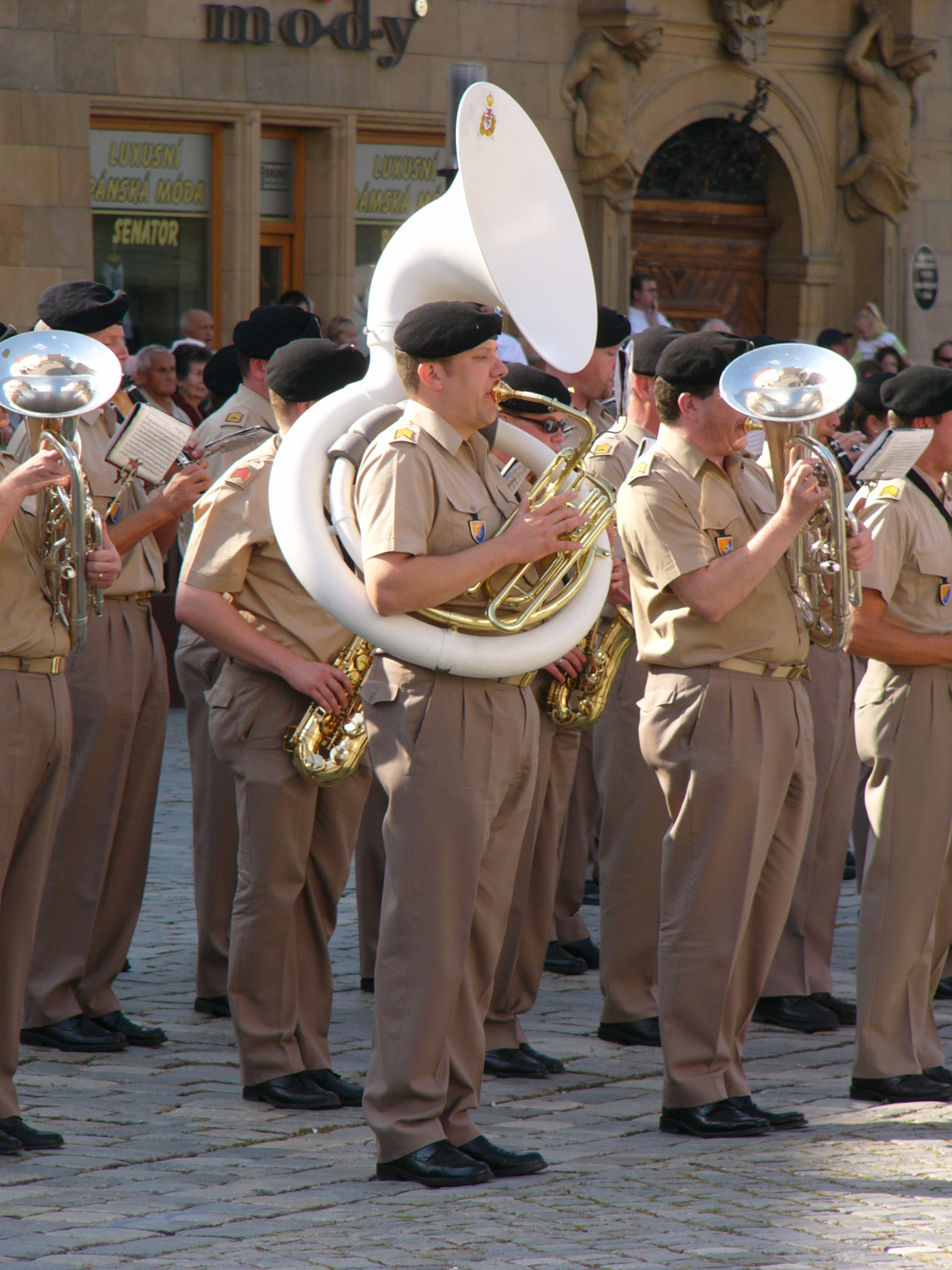
.

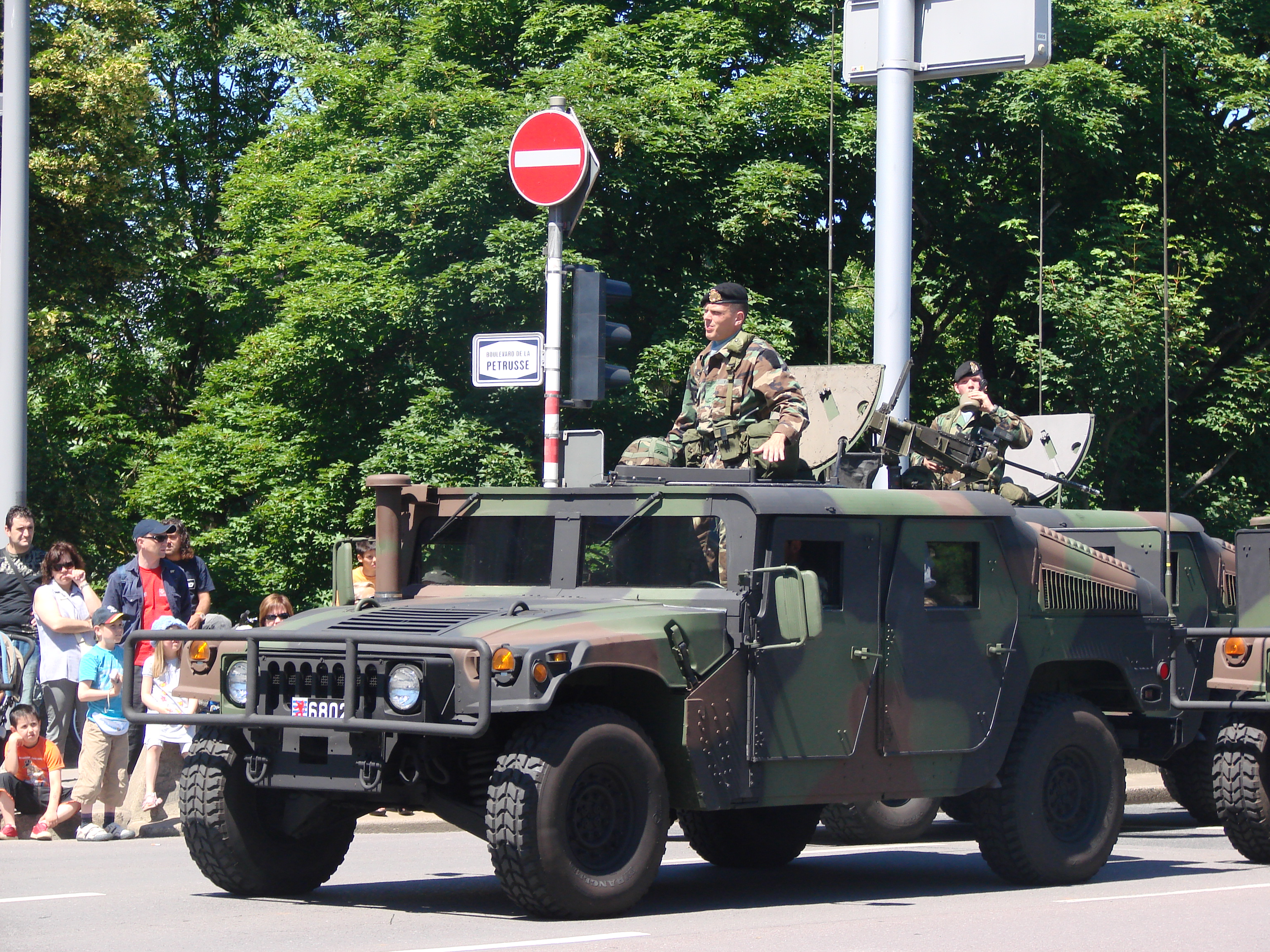
Luxemburgi Humvee

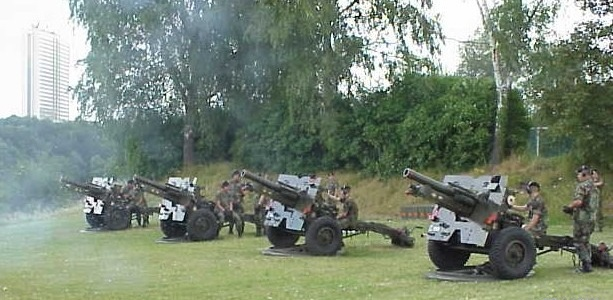
Luxemburgi 105 mm-es tarackok

## Luxemburghadereje

### Fegyveres erők összlétszáma
Aktív: 890 fő (ebből 450 fő hivatásos, 340 fő szerződéses, 100 fő pedig civil).

## Története
1881. február 16-án megalapították a Csendőrök és Önkéntesek Hadtestét (Corps des Gendarmes et Volontaires), amely Luxemburg fegyveres erőinek feladatát látta el. Az alakulat két századból, a Csendőrszázadból és az Önkéntesek Századából állt. Miután az országot 1940. május 10-én megszállta Németország, az alakulatot feloszlatták, később (1940. december 10-én) azonban az Önkéntesek Századát újjászervezték és a német rendőrség Weimarban továbbképezte a tagjait.
A német megszállás után az Egyesült Királyságba menekült luxemburgiak közül hetvenen az úgynevezett Luxemburgi Ütegben teljesítettek szolgálatot, amely a Belga 1. Gyalogos Dandár alárendeltségében működött. A luxemburgi tüzéregység összesen négy darab 25 fontos ágyúval volt felszerelve, amelyeket négy luxemburgi hercegnő után neveztek el.
Miután Luxemburg felszabadult a német megszállás alól, 1945-ben megalapították a Nagyhercegi Gárdát, amely két gyalogos zászlóaljból állt. Az alakulat 2. zászlóalja tartotta megszállás alatt a luxemburgi határ közelében fekvő német Bitburg városát. A luxemburgiakat 1955-ben francia katonák váltották fel. Luxemburg 1949-ben a NATO egyik alapító tagja lett.
Luxemburg 1950-ben katonákat küldött Koreába, ahol azok a közös belga-luxemburgi zászlóaljban teljesítettek szolgálatot egészen 1955-ig. A harcok során két luxemburgi katona meghalt, 17 pedig megsebesült.
1954-ben Luxemburg a NATO-feladatok ellátására létrehozta az Ezredharccsoportot, amely három gyalogos, egy tüzérzászlóaljból, valamint további támogató egységekből állt. Az Ezredharccsoport mellett működött a Honi Parancsnokság, amely katonai rendőrségből, mobil zászlóaljból, valamint kiszolgáló egységekből épült fel. Az Ezredharccsoportot 1959-ben feloszlatták.
A Luxemburg Hadsereg (mely 1966-ig a Nagyhercegi Gárda nevet viselte) főerőit ezután az 1. gyalogos zászlóalj (amely a NATO Mobil Erejének volt része) és az 1. tüzér zászlóalj alkotta (amelyet 1963-tól 1966-ig az amerikai 8. gyalogos hadosztály alárendeltségében működött, majd 1967-ben feloszlatták).

## Szárazföldi haderő

### Szervezeti felépítés
- "A" század: egyike a két aktív lövészszázadnak. Általában e század állománya adja a Luxemburg által nemzetközi missziókba felajánlott katonákat (akik a belga hadsereg kontingensének részeként szolgálnak). Az alakulat része a NATO Reagáló Erőnek, valamint szükség esetére egy szakaszt tart készenlétben az Európai Unió harccsoportja részére.
- "B" század: a hadsereg kiképző alakulata.
- Parancsnoki század: a katonai felkészítésért felelős alakulat.
- "D" század: a luxemburgi hadsereg második lövészszázada, amelynek elsődleges feladata felderítő küldetések végrehajtása (egy parancsnoki és három felderítő szakaszból áll).

### Fegyverzet
| Származási hely    | Megnevezés                                                | Mennyiség                                  | Megjegyzés |
| Járművek           | Járművek                                                  | Járművek                                   | Járművek   |
| ------------------ | --------------------------------------------------------- | ------------------------------------------ | ---------- |
| USA                | HMMWV harcjármű (páncélozott és páncélozatlan)            | 42 db (páncélozott) ??? db (páncélozatlan) |            |
| USA                | Jeep Wrangel terepjáró                                    | 15 db                                      |            |
| Németország        | Mercedes-Benz G osztályú gépkocsi                         | ??? db                                     |            |
| Németország        | MAN SE X40 teherautó                                      | ??? db                                     |            |
| Németország        | Dingo aknavédelemmel ellátott páncélozott felderítő jármű | 45 db                                      |            |
| Svédország         | Scania G480 teherautó                                     | 31 db                                      |            |
| Fegyverek          |                                                           |                                            |            |
| Ausztria           | Glock 17 pisztoly                                         | ??? db                                     |            |
| Ausztria           | Steyr AUG karabély                                        | ??? db                                     |            |
| Belgium            | FN MAG géppuska                                           | ??? db                                     |            |
| USA                | M2 Browning géppuska                                      | ??? db                                     |            |
| Egyesült Királyság | 105 mm-es tarack                                          | ??? db                                     |            |
| USA                | M72 LAW könnyű tankelhárító fegyver                       | ??? db                                     |            |
| USA                | BGM–71 TOW páncéltörő rakéta                              | ??? db                                     |            |

## Légierő
Luxemburg hadereje hivatalosan nem rendelkezik légierővel, ugyanakkor a NATO légtérellenőrző repülőgépei luxemburgi felségjelzés alatt (és nemzetközi személyzettel) repülnek, s Németországban állomásoznak.
| Származási hely | Megnevezés                               | Mennyiség   | Megjegyzés  |
| Repülőgépek     | Repülőgépek                              | Repülőgépek | Repülőgépek |
| --------------- | ---------------------------------------- | ----------- | ----------- |
| USA             | E–3A Sentry légtérellenőrző repülőgép    | 17 db       | [ 1 ]       |
| USA             | Boeing 707 szállító és kiképző repülőgép | 2 db        | [ 2 ]       |
| Németország     | H145M                                    | 2 db        |             |

## Fordítás
- Ez a szócikk részben vagy egészben  a   Luxembourg Army című angol Wikipédia-szócikk fordításán alapul.  Az eredeti cikk szerkesztőit annak laptörténete sorolja fel. Ez a jelzés csupán a megfogalmazás eredetét és a szerzői jogokat jelzi, nem szolgál a cikkben szereplő információk forrásmegjelöléseként.